# Phineas Gage

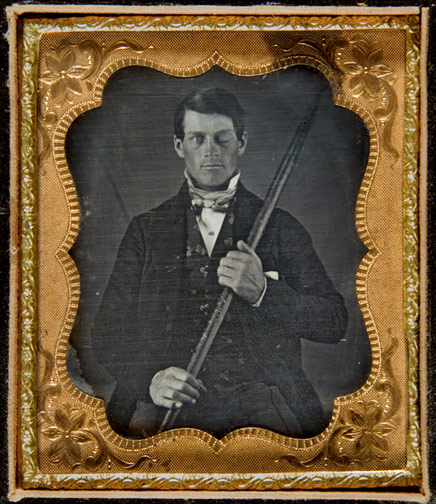
Phineas Gage

Phineas P. Gage (ur. 1823 w hrabstwie Grafton, zm. 21 maja 1860 w San Francisco) – amerykański kierownik budowy kolei, który doznał poważnego uszkodzenia mózgu, gdy stalowy pręt przebił na wylot jego czaszkę, niszcząc znaczną część płatów czołowych. Według wielu relacji wydarzenie to zmieniło znacząco cechy osobowości i temperament Phineasa.
W czasach, w których miał miejsce ten wypadek, doniesienia na temat Gage’a wpłynęły na zmiany w sposobie postrzegania budowy i podziału mózgu, i być może przyczyniły się do rozwoju kontrowersyjnych metod terapeutycznych takich jak lobotomia jako sposobu leczenia zachowań aspołecznych.

## Okoliczności wypadku
13 września 1848 roku Phineas Gage pracował jako kierownik przy budowie toru kolejowego w pobliżu miasteczka Cavendish w stanie Vermont w USA. Jednym z rutynowych zadań na budowie było przygotowywanie ładunków wybuchowych w wydrążonych wcześniej otworach w przeznaczonej do usunięcia ścianie skalnej. Proces sprowadzał się do napełnienia otworu prochem strzelniczym, instalowanie spłonki, a potem zamknięcie otworu przez wypełnienie go piaskiem i ubicie całości stalowym prętem. Przy jednym z otworów Gage zamyślił się na chwilę i zapomniał o nasypaniu warstwy piasku przed ubiciem zawartości otworu, przez co – prawdopodobnie pod wpływem uderzenia lub iskry wytworzonej przy kontakcie metalu ze skałą – doszło do eksplozji ładunku.
Znajdujący się w otworze pręt o długości 1 metra, średnicy ponad 3 cm i wadze 6 kilogramów został wystrzelony w górę, uderzył Gage′a w twarz pod lewym łukiem jarzmowym, przebił mózg uszkadzając korę i substancję białą, po czym opuścił czaszkę górą i poszybował blisko 30 metrów dalej, gdzie został odnaleziony. Przedmiotem kontrowersji jest to, czy uszkodzeniu uległy oba płaty czołowe mózgu, czy tylko płat lewy, ale niezależnie od tego, zaskakujące było, iż Gage odzyskał po kilku minutach świadomość, był w stanie mówić i przetrwał 45-minutową drogę do wynajmowanego domu.
Lekarz, który przybył na miejsce wypadku stwierdził, że poszkodowany miał regularny puls 60 na minutę, a źrenica lewego oka reagowała na światło, co świadczyło o tym, że utrata krwi była niewielka i nie uszkodzono nerwu wzrokowego. Po stosunkowo krótkiej rekonwalescencji Gage powrócił do pracy.

## Zmiany w osobowości
Według doktora Johna Martyna Harlowa, który opiekował się poszkodowanym, po wypadku doszło do istotnych zmian w osobowości Phineasa: stał się on ponoć porywczy, wulgarny i niezdolny do konsekwentnego dążenia do celów – podczas kiedy wcześniej miał być osobą pracowitą i zrównoważoną. Po wypadku Gage stracił pracę i borykał się z kłopotami ze zdrowiem. W 1850 podróżował przez rok jako obwoźna atrakcja z P.T. Barnumem z Nowego Jorku; później zdobył na chwilę pracę asystenta w New Hampshire, by następnie przez siedem lat pracować jako kierowca dyliżansu w Chile, na trasie Valparaiso–Santiago. Na krótko przed śmiercią, w 1859, powrócił do San Francisco, gdzie mieszkał z matką i pracował na farmie.
Współcześnie niektórzy badacze uważają, że relacje dotyczące długofalowych skutków tego urazu mogły być przesadzone. W swojej książce An Odd Kind of Fame: Stories of Phineas Gage australijski psycholog Malcolm Macmillan odnotowuje, że bardzo niewiele było wiadomo na temat zachowania i osobowości Gage’a przed wypadkiem i że publikowane za życia poszkodowanego informacje w prasie wskazywały na dużo mniejsze zmiany, niż te, które wynikają z prac wydanych po jego śmierci. Pierwsze opracowanie Harlowa opublikowane w roku 1848 nie wskazywało na tak dramatyczny, negatywny efekt, jaki wypadek miałby mieć na osobowość Phineasa; również wydany dwa lata później raport Henry’ego Bigelowa, profesora chirurgii z Uniwersytetu Harvarda, informował, że ofiara była w pełni władz umysłowych. Dopiero po śmierci Gage’a, w 1868, Bigelow wprowadził do swojej pracy daleko idące zmiany, które dziś stanowią materiał podręcznikowy – pisząc między innymi, że Gage popadł w alkoholizm i był wyjątkowo skłonny do publicznego demonstrowania swej rany – o czym nie wspominał nigdy Harlow.

## Znaczenie dla nauki
Przypadek Gage’a jest cytowany jako jeden z pierwszych udokumentowanych dowodów na to, że uszkodzenie płatów czołowych może wpływać na osobowość i interakcje społeczne jednostki. Wcześniej uważano powszechnie, że ta część mózgu nie odgrywa szczególnej funkcji w tworzeniu osobowości człowieka.
Neurolog António Damásio szczegółowo opisał ten przypadek, oraz wielu innych pacjentów z podobnymi urazami, i przedstawił teorię łączącą płaty czołowe z kontrolowaniem emocji i procesem podejmowania decyzji. Historię Gage’a uznał za jeden z historycznych kroków w badaniu biologicznych podstaw zachowania osobników.
Niektóre źródła sugerują, że ten wypadek stał się też inspiracją dla zabiegu lobotomii, współcześnie zdyskredytowanej inwazyjnej procedury chirurgicznej, której przeprowadzenie powodowało zwykle spadek temperamentu i inne zmiany osobowości, i która przez pewien okres uznawana była za sposób leczenia nadpobudliwości, depresji, histerii i wielu innych przypadłości.

## Losy ciała
Doktor Harlow opisywał, że żelazny pręt towarzyszył Gage'owi do końca jego życia. Jednak w rzeczywistości przekazał go Muzeum Anatomicznemu na Uniwersytecie Harvarda (Warren Anatomical Museum w Harvard Medical School), aby dopiero w 1854 roku zwrócić się o jego zwrot. W 1867 ciało i ów rekwizyt zostały ekshumowane za zgodą rodziny na prośbę doktora Harlowa, który nie wiedział o problemach zdrowotnych swojego byłego pacjenta. Czaszka Gage'a oraz żelazny pręt do dzisiaj są elementem stałej ekspozycji w Muzeum Anatomicznym na Uniwersytecie Harvarda.

## Phineas Gage w kulturze
Przypadek Phineasa Gage’a wspomniany jest w serialu Stranger Things.